# Hội nghị An ninh München
Hội nghị An ninh München hay Hội nghị An ninh Munich (MSC; tiếng Đức: Münchner Sicherheitskonferenz) là một hội nghị thường niên về chính sách an ninh quốc tế được tổ chức tại Munich, Bayern, Đức từ năm 1963. Trước đây, hội nghị này có tên là Hội nghị Munich (Munich Conference on Security Policy) (tiếng Đức: Münchner Konferenz für Sicherheitspolitik), phương châm là: Hòa bình thông qua Đối thoại. Đây là cuộc họp lớn nhất thế giới trong ngành này.
Trong hơn bốn thập kỷ qua, Hội nghị An ninh Munich đã trở thành diễn đàn độc lập quan trọng nhất để trao đổi quan điểm giữa các nhà quyết định chính sách an ninh quốc tế. Mỗi năm, hội nghị này thu hút khoảng 350 người đứng đầu từ hơn 70 quốc gia trên khắp thế giới để tham gia vào cuộc tranh luận chuyên sâu về các thách thức an ninh hiện tại và tương lai. Danh sách các khách mời bao gồm các nhà lãnh đạo, chính phủ và tổ chức quốc tế, các bộ trưởng, các thành viên của nghị viện, các đại diện cao cấp của lực lượng vũ trang, khoa học, xã hội dân sự, cũng như doanh nghiệp và truyền thông.
Hội nghị được tổ chức hàng năm vào tháng 2 tại khách sạn Bayerischer Hof ở Munich, Bayern, Đức.

## Lịch sử

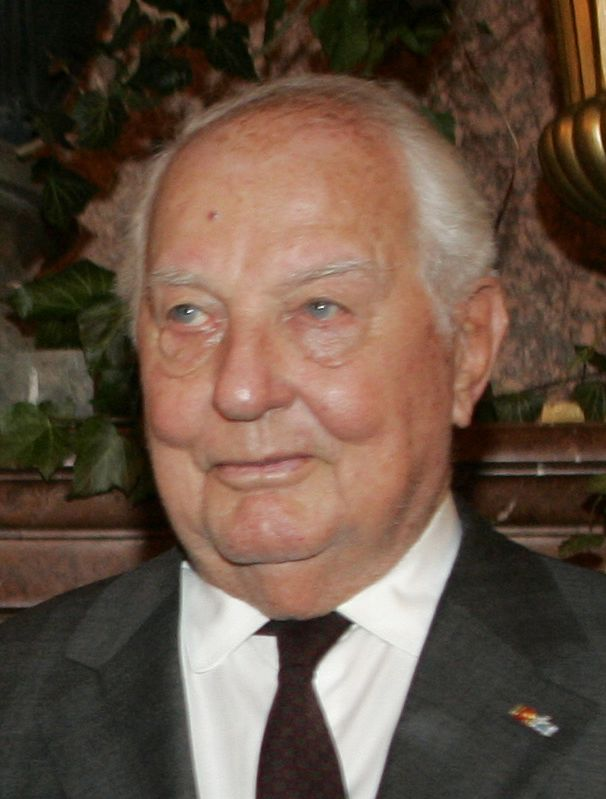
Nhà sáng lập Ewald-Heinrich von Kleist-Schmenzin

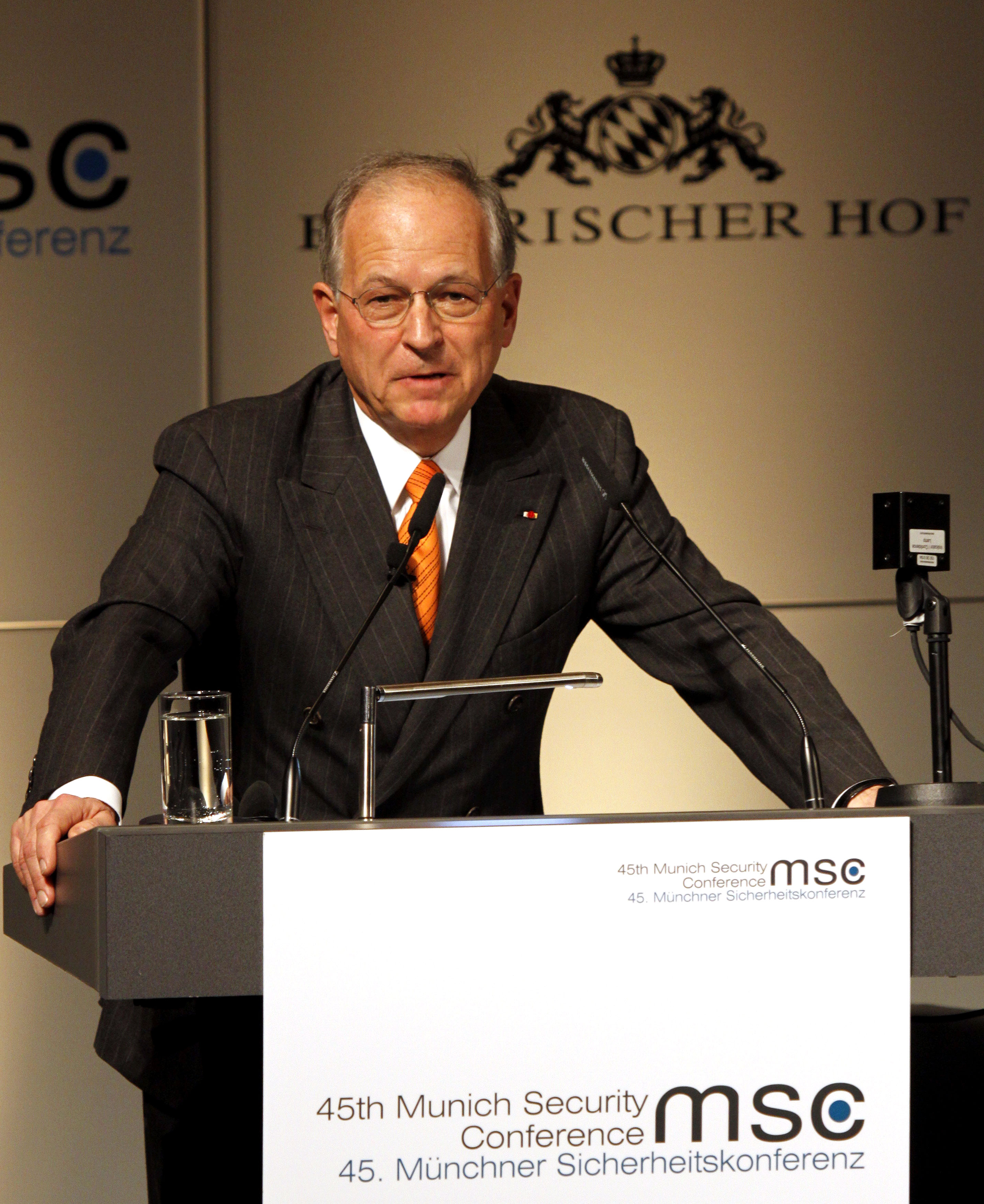
Chủ tịch 2009–2022 Wolfgang Ischinger

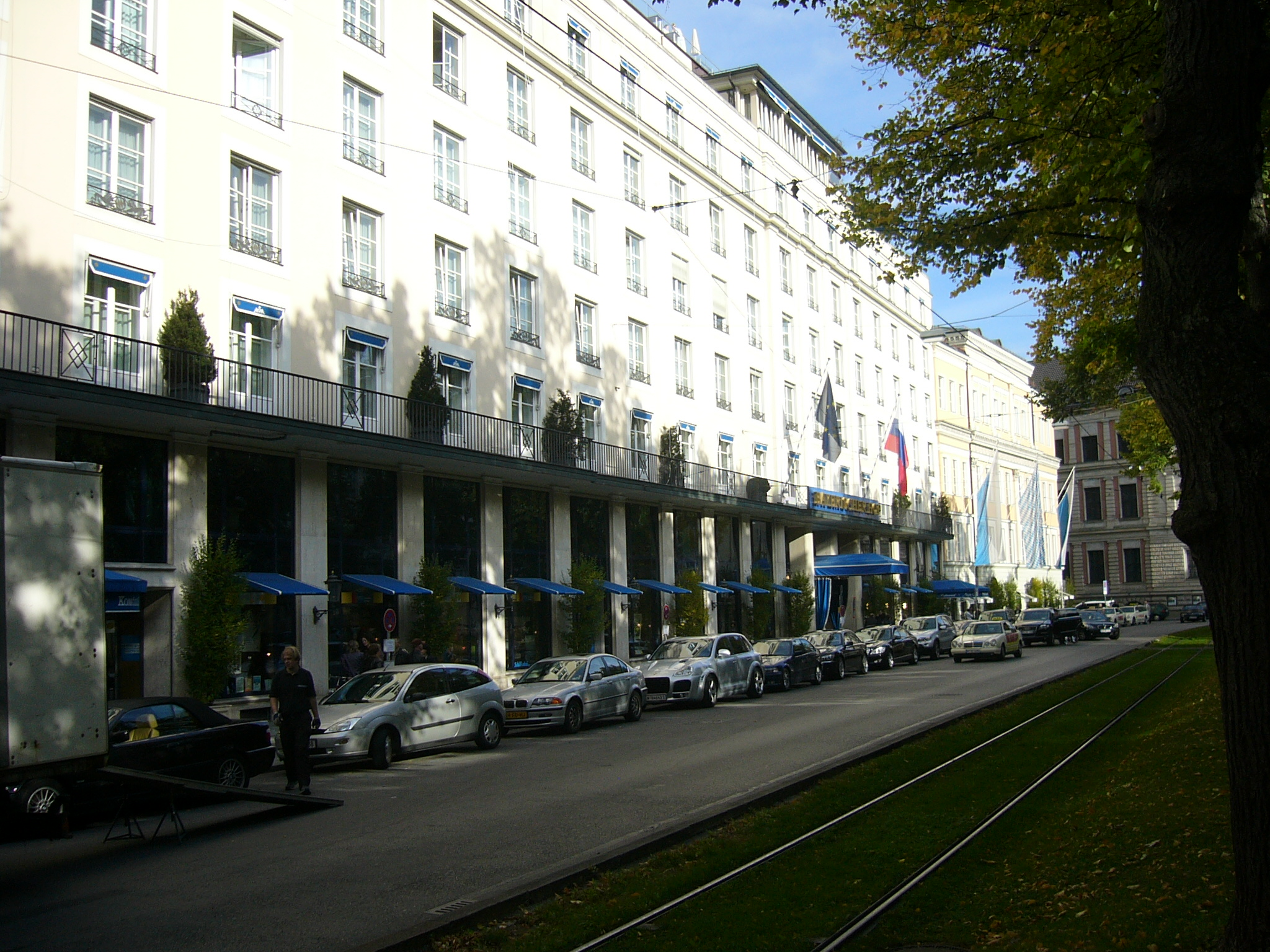
Hotel Bayerischer Hof, Munich

Hội nghị đã phát triển từ Internationale Wehrkundebegegnung / Münchner Wehrkundetagung, được thành lập năm 1963 bởi Ewald-Heinrich von Kleist-Schmenzin. Stauffenberg đã lên tiếng đề xuất ngăn chặn các xung đột quân sự như Thế chiến II trong tương lai và kết nối các nhà lãnh đạo và chuyên gia về chính sách an ninh cho mục đích đó. Cuộc họp đầu tiên giới hạn chỉ với khoảng 60 người tham dự, trong đó có Helmut Schmidt và Henry Kissinger. Von Kleist lãnh đạo các cuộc họp cho đến năm 1997; người kế nhiệm ông từ năm 1999 đến 2008 là chính trị gia và quản lý kinh doanh Horst Teltschik (CDU).
Kể từ năm 2009, Hội nghị An ninh Munich được lãnh đạo bởi cựu ngoại giao Wolfgang Ischinger. Ischinger thành lập công ty phi lợi nhuận Munich Security Conference GmbH vào năm 2011 và đã lãnh đạo công ty đến khi Christoph Heusgen tiếp quản vị trí này vào tháng 2 năm 2022. Các Phó Chủ tịch bao gồm Đại sứ Boris Ruge và Tiến sĩ Benedikt Franke, người cũng là CEO.
Năm 2018, công ty đã được nhập vào Quỹ MSC, với sự đóng góp của chính phủ Đức và các nhà tài trợ lớn khác. Kinh phí đã tăng từ dưới 1 triệu euro của kinh phí công cộng vào năm 2008 lên khoảng 10 triệu euro đến năm 2022 chủ yếu từ các nguồn tài trợ doanh nghiệp. Một trong những nhà tài trợ là công ty tư vấn McKinsey của Mỹ, tổ chức hội nghị miễn phí thay cho quỹ. Theo Politico, McKinsey tác động mạnh đến chương trình, khách mời và sự kiện của hội nghị, nhưng lại bị McKinsey phủ nhận.
Hội nghị An ninh Munich đã bị hủy hai lần, lần thứ nhất vào năm 1991 do Chiến tranh Vùng Vịnh lần 1và lần thứ hai vào năm 1997 do ông Kleist-Schmenzin rút lui. Dưới sự lãnh đạo của Teltschik, Hội nghị An ninh được khai mạc vào năm 1999 cho các nhà lãnh đạo chính trị, quân sự và kinh doanh đến từ Trung và Đông Âu cũng như Ấn Độ, Nhật Bản và Cộng hòa Nhân Dân Trung Hoa.

## Mục đích
Tại hội nghị này, dưới chủ đề hòa bình thông qua đối thoại, các chính trị gia, nhà ngoại giao, chuyên gia quân sự và an ninh từ các nước thành viên của NATO và Liên minh châu Âu, nhưng cũng từ các nước khác như Trung Quốc, Ấn Độ, Iran, Nhật Bản và Nga được mời tham gia thảo luận về các vấn đề hiện tại trong chính sách an ninh và quốc phòng.
Mục đích của hội nghị là đề cập đến các vấn đề an ninh đang diễn ra và thảo luận, phân tích các thách thức chính về an ninh hiện tại và trong tương lai phù hợp với khái niệm về an ninh mạng. Một trọng tâm của hội nghị là thảo luận và trao đổi quan điểm về sự phát triển của mối quan hệ song phương Đại Tây Dương cũng như an ninh châu Âu và toàn cầu trong thế kỷ 21.
Hội nghị được tổ chức tư nhân và do đó không phải là một sự kiện chính thức của chính phủ. Nó chỉ được sử dụng cho mục đích thảo luận; không có sự cho phép để đưa ra quyết định giữa các chính phủ. Ngoài ra, trái với các thông lệ thông thường, không có tuyên bố chung cuối cùng. Cuộc họp cấp cao cũng được sử dụng để thảo luận nền tảng riêng tư giữa các người tham dự. Một ngoại lệ là việc trình bày các quyết định chính trị toàn cầu, chẳng hạn như việc trao đổi các công cụ phê chuẩn cho thỏa thuận giảm vũ khí New START giữa Mỹ và Nga, được tổ chức tại kết thúc hội nghị an ninh năm 2011.

## Hội nghị

### Hội nghị 2003
Tại hội nghị lần thứ 39 vào năm 2003, Bộ trưởng Ngoại giao Đức Joschka Fischer đã nghi ngờ lý do của chính phủ Mỹ cho cuộc chiến tranh chống Iraq với những lời nói "Xin lỗi, tôi không thuyết phục".

### Hội nghị 2009
Từ ngày 6-8 tháng 2 năm 2009, Hội nghị An ninh Munich lần thứ 45 đã thu hút hơn 50 bộ trưởng và hơn mười nhà lãnh đạo các quốc gia trên toàn thế giới, bao gồm Phó Tổng thống Mỹ Joe Biden, Tổng thống Pháp Nicolas Sarkozy, Thủ tướng Đức Angela Merkel, Thủ tướng Ba Lan Donald Tusk và Tổng thống Afghanistan Hamid Karzai.
Năm 2009, Hội nghị An ninh Munich ra mắt Giải thưởng Ewald von Kleist. Giải thưởng này tôn vinh cuộc đời và sự nghiệp chính trị của Ewald von Kleist, người sáng lập Hội nghị An ninh Munich. Giải thưởng này sẽ được trao cho những cá nhân nổi bật đã đóng góp xuất sắc cho hòa bình và giải quyết xung đột. Các người đoạt giải Ewald von Kleist lần lượt là Tiến sĩ Henry Kissinger vào năm 2009 và Javier Solana de Madariaga vào năm 2010. Ngoài ra, vào năm 2009, MSC còn bắt đầu một định dạng sự kiện mới, được gọi là Hội nghị Nhóm trung tâm MSC. Sự kiện mới này được giới thiệu bổ sung vào cuộc họp chính thường niên tại Munich của Hội nghị An ninh Munich. Ý tưởng của sự kiện này là mời một số người tham dự nổi bật và cao cấp đến thủ đô khác nhau và cho họ cơ hội thảo luận bí mật về các vấn đề chính sách an ninh quốc tế hiện tại và phát triển các giải pháp bền vững. Các cuộc họp diễn ra vào năm 2009 tại Washington D.C., 2010 tại Moscow và 2011 tại Beijing.